# 草部氏 (筑後国)
草部氏（くさかべし）は、筑後国の氏族。姓は公。日下部氏、草賀部氏とも。高良大社の社家であり、御貢所職、八人神官職を務めた。

## 概要
『和名抄』筑後国山門郡条には草壁郷が見えることから、当地を由来とする説がある。また、水沼君の末裔とする説もある。
太田亮の『姓氏家系大辞典』によれば、草部氏は筑後国の日下部の末裔であると考えるのは当然であるとしながらも、大祝鏡山家の所伝によれば、草部氏は鏡山家の（物部）美濃理麻呂・保続の五男、良摩麻呂・連成（保成とも）が神管領となり高良山に住んだのが草部氏の始まりであるいう。嫡子の賀麻呂・連徳は家を継ぎ、次子の光麻呂は本司氏を名乗り、そこから安曇氏が分かれ、そして、連成の8世孫の保只が延暦21年（802年）に御井郡稲員村に住み稲員氏を名乗ったという。
『高良大菩薩御託宣文幷高隆寺縁起』には「国宰日下部氏」、『高隆寺縁起』には「大領草部公吉継・少領草部公名在」、「草部氏御供物職鰚贄人也三池郡司」とあり、三池郡司の家系であったことがわかる。また、「御供物職鰚贄人」とあることから、三池郡は御食国であり、三池の地名もこれに由来するという説がある。